# Егірин

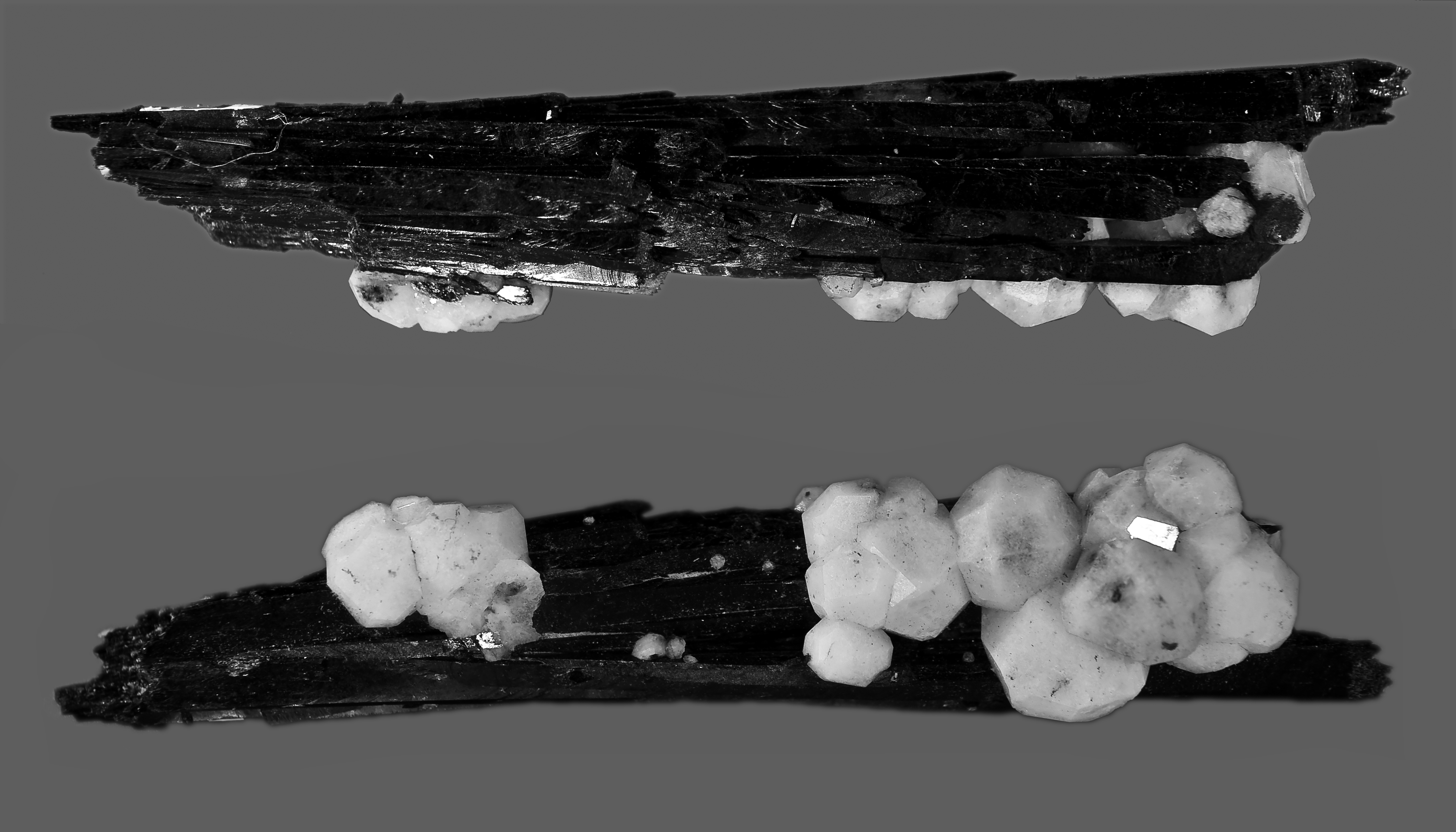
Егірин

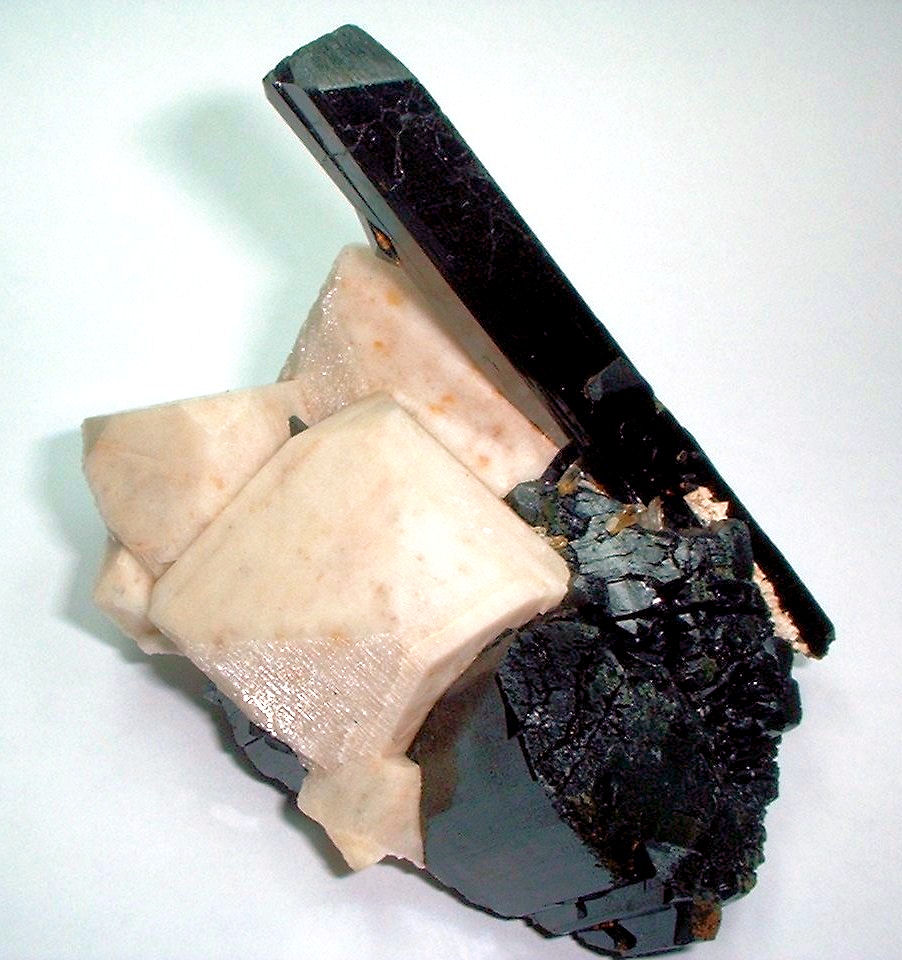
Егірин (чорний)

Егірин, акміт, (рос. эгирин, акмит; англ. aegirite, aegirine, acmite; нім. Ägirin n — силікат натрію і заліза ланцюжкової будови з групи моноклінних піроксенів. Важливий породотвірний мінерал лужних комплексів.

## Етимологія та історія
Назва — від давньосканд. Ægir було названо на честь скандинавського бога моря Егіра, оскільки мінерал вперше був знайдений у Норвегії. Типовою місцевістю є Рундемір поблизу Конгсберг у фюльке Бускеру на півдні Норвегії і на острові Ловен у Лангесундсфьордені в провінції Вестфолл.
Мінерал із Рундеміра поблизу Недре Ейкера у провінції Вікен 1821 року вперше описав шведський хімік Єнс Якоб Берцеліус та П. Стрем, які назвали його грецьким словом akmit, що означає "вістря", на основі переважно загостреної форми кристалів. У 1835 році зелений піроксен був знайдений на острові Ловен у Лангесуннсфьорді в провінції Вестфолл і названий Берцеліусом на честь Егіра — скандинавського бога моря. Коли було визнано, що обидва зразки належать до одного мінерального виду, було прийнято рішення використовувати назву Акміт як синонім мінералу Егірін у майбутньому. Сьогодні мінерал Акміт розглядається як різновид егірину.
Іноді егірину також дають синонім шефферит. Однак ця назва була присвоєна Підкомітетом IMA у 1988 році марганцевому сорту діопсиду, виявленому у шведському гірничодобувному співтоваристві в Лонгбані.

## Загальний опис
Хімічна формула: NaFe3+[Si2O6]. Домішки: Са, Mn, Fe2+, AI. Пов'язаний переходами з авгітом, діопсидом-геденбергітом (проміжні члени рядів егірин-авгіт, егірин-діопсид).
Утворює огранічні тверді розчини з жадеїтом. Іноді присутні домішки Ti, Nb, Zr, V, Be, також Sc (до 100—150 г/т), Cu, Ni, Co. Склад у % (Є.Лазаренко): Na2О — 13,4; Fe2О3 — 34,6; SiO2 — 52. Форми виділень: коротко- і довгопризматичні тонкоголчасті кристали, радіально-променисті агрегати («сонця»), рідше паралельно-жердинисті або сплутано-волокнисті (повстеподібні). Забарвлення від чорного і зеленувато-чорного до яскраво-зеленого. Іноді майже безбарвні.
Блиск скляний. Твердість 6-6,5. Густина 3,5-3,6.
Спайність довершена за призмою. Е. — характерний породоутворюючий мінерал лужних порід; особливо часто приурочений до полевошпатових і кварц-полевошпатових жил, пегматитів, альбітитів.
Зустрічається в зонах лужних полевошпатових метасоматитів з рідкіснометальним зруденінням, а також в ураноносних альбітитах, в товщах залізистих кварцитів, карбонатитах і пегматитах. Аутигенний мінерал у деяких сланцях і мергелях.
Асоціація: калійний польовий шпат, нефелін, рибекіт, арфведсоніт, енігматит, астрофіліт,
катаплеїт, евдіаліт, серандит, апофіліт.
Поширений в лужних породах України, РФ (Хібіни, Урал, Тува, Прибайкалля), країн Середньої Азії, Скандинавії, в Канаді, Португалії тощо. Найбільші родовища розташовані на південному сході Африки (Маунт-Малосса, Малаві) та Кольському півострові (Хібінський та Ловозерський масиви, РФ).
В Україні — Український кристалічний щит, а також у Приазов'ї в складі гірської породи «маріуполіт».
Потенційне джерело отримання скандію. Використовується в будівничій промисловості як декоративний камінь.

## Різновиди
Розрізняють: 
- егірин-авгіт,
- егірин-геденберґіт (мінерал, проміжний за складом між егірином і геденберґітом);
- егірин-діопсид (егірин-авгіт);
- егірин-жадеїт (мінерал, проміжний за складом між егірином і жадеїтом);
- егірин хромистий (різновид егірину, яка містить до 2 % Cr2O3);
- акміт — бурий різновид егірину.